# Liste der Gemeindeverbände im Département Cantal
Das Département Cantal liegt in der Region Auvergne-Rhône-Alpes in Frankreich. Es untergliedert sich in 10 Gemeindeverbände.
Siehe auch: Liste der Gemeinden im Département Cantal

## Gemeindeverbände

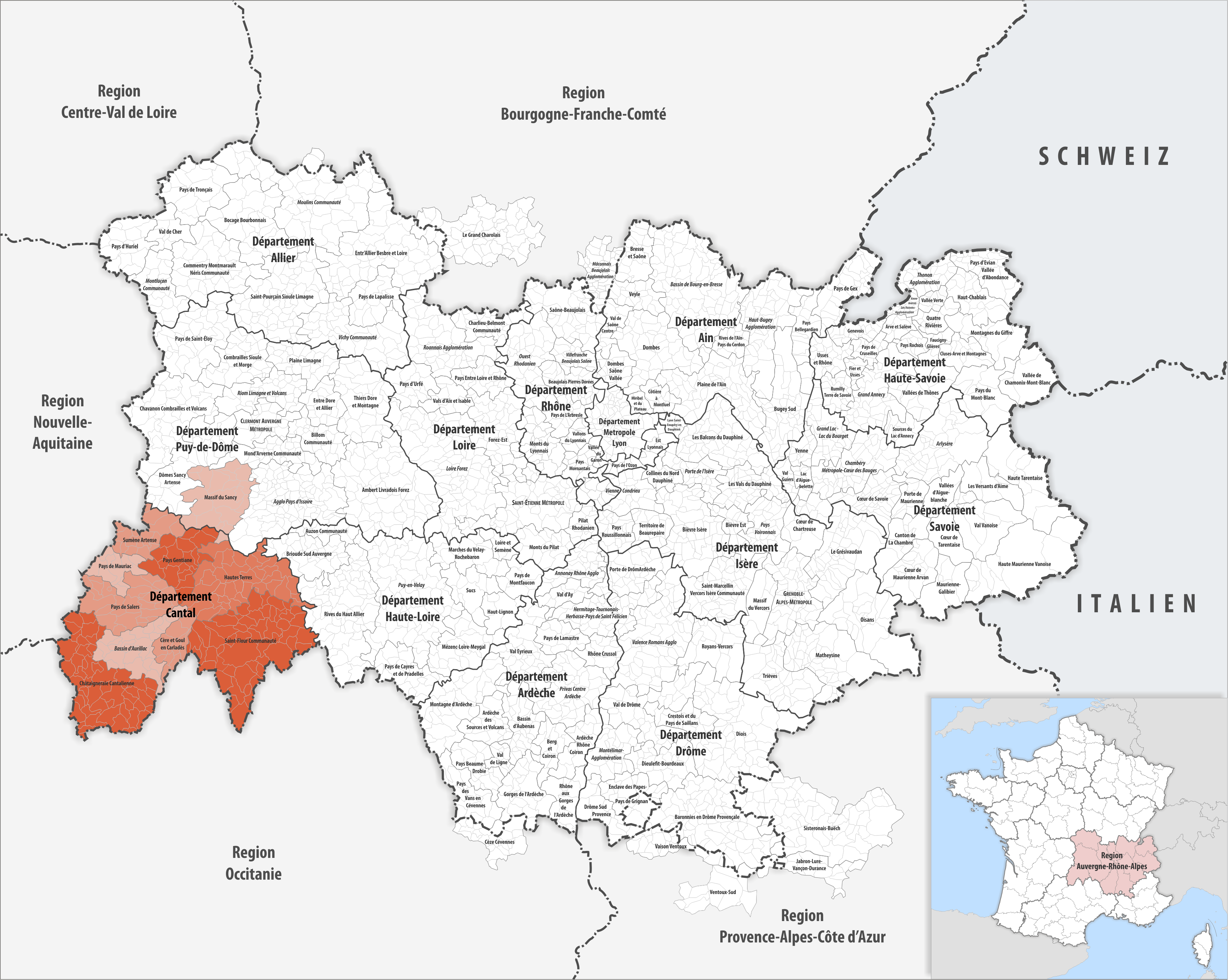
Gemeindeverbände im Département Cantal

| Gemeindeverband           | Gemeinden im Départ./Verband | Einwohner 1. Januar 2022 | Fläche km² | Dichte Einw./km² | SIREN- Nummer | Rechtsform                 | Gründungsdatum    |
| ------------------------- | ---------------------------- | ------------------------ | ---------- | ---------------- | ------------- | -------------------------- | ----------------- |
| Bassin d’Aurillac         | 25/25                        | 54.226                   | 491,90     | 110              | 241 500 230   | Communauté d’agglomération | 22. November 1999 |
| Cère et Goul en Carladès  | 11/11                        | 4.997                    | 237,46     | 21               | 241 501 089   | Communauté de communes     | 12. Oktober 2000  |
| Châtaigneraie Cantalienne | 50/50                        | 21.099                   | 1.061,13   | 20               | 200 066 678   | Communauté de communes     | 1. Januar 2017    |
| Hautes Terres             | 39/39                        | 11.118                   | 899,80     | 12               | 200 066 637   | Communauté de communes     | 1. Januar 2017    |
| Massif du Sancy           | 1/20                         | 9.576                    | 605,73     | 16               | 246 300 966   | Communauté de communes     | 10. Dezember 1999 |
| Pays de Mauriac           | 11/11                        | 6.552                    | 224,03     | 29               | 241 500 271   | Communauté de communes     | 1. November 1994  |
| Pays de Salers            | 27/27                        | 8.416                    | 642,86     | 13               | 241 501 139   | Communauté de communes     | 19. Dezember 2003 |
| Pays Gentiane             | 17/17                        | 6.495                    | 460,20     | 14               | 241 500 255   | Communauté de communes     | 29. Dezember 1993 |
| Saint-Flour Communauté    | 53/53                        | 23.264                   | 1.366,34   | 17               | 200 066 660   | Communauté de communes     | 1. Januar 2017    |
| Sumène Artense            | 16/16                        | 8.201                    | 324,63     | 25               | 241 501 055   | Communauté de communes     | 30. Dezember 1999 |